# Crunchyroll Expo
Crunchyroll Expo (CRX) là một hội chợ anime thường niên diễn ra trong vòng 3 ngày, thường được tổ chức vào tháng 8 hoặc tháng 9 tại trung tâm hội nghị McEnery San Jose tại San Jose, California vào cuối ngày lễ lao động của Mỹ. Do công ty Crunchyroll phối hợp cùng LeftField Media tổ chức.

## Nội dung hoạt động
Một số hoạt động tiêu biểu như gian hàng của các họa sĩ, gian hàng bán vật phẩm, cosplay, các buổi hội thảo và các trò chơi điện tử.

## Lịch sử
Crunchyroll Expo lần đầu tiên tổ chức vào năm 2017 ở trung tâm hội nghị Santa Clara tại thành phố Santa Clara, California, LeftField Media quản lý khâu điều hành hội chợ. Crunchyroll Expo thu về phần lớn doanh thu bán vé vài ngày trước khi diễn ra sự kiện. Sự kiện diễn ra cùng thời gian với lễ hội âm nhạc và trò chơi MAGWest (vào 25-28/8), các hội chợ đã hợp tác với nhau để cho phép những người tham dự tham gia vào một số sự kiện hạn chế tại sự kiện khác. Hội chợ đầu tiên gặp vài vấn đề về nhân sự khi không có nhiều nhân viên dạo quanh khu vực để kiểm soát tình hình khi có quá đông người; việc kiểm tra huy hiệu, túi đồ của những người ra vào thường xuyên; thay đổi tên của các phòng; các thẻ chữ ký tặng được phát vào buổi sáng trong khi thời gian ký tặng diễn ra vào buổi chiều gây hoang mang cho một số người. Họ cũng không có các phòng riêng để trình chiếu video.
Crunchyroll Expo 2018 được dời đến trung tâm hội nghị McEnery San Jose tại thành phố San Jose, California. Trùng với thời gian diễn ra hội chợ SacAnime (vào 31/8 - 2/9). Kể từ năm 2020, Crunchyroll bắt đầu cộng tác cùng ReedPop để tổ chức hội chợ. Hội chợ Crunchyroll Expo 2020 đã bị hủy vì đại dịch COVID-19, Thay vào đó là một sự kiện trực tuyến mang tên "Virtual Crunchyroll Expo" được tổ chức từ ngày 4–6 tháng 9 năm 2020. Sang năm 2021, hội chợ lại một lần nữa bị hủy vì diễn biến phức tạp của đại dịch, họ tiếp tục tổ chức một sự kiện trực tuyến để thay thế.
Crunchyroll Expo 2022 sẽ là hội chợ đầu tiên diễn ra cả ở trực tuyến và ở trung tâm hội nghị McEnery, hội chợ cũng sẽ ra mắt lễ hội âm nhạc mang tên Crunchy City Music Fest. Hội chợ có giới hạn số người tham dự, vé thma dự cũng được bán hết trước khi hội chợ diễn ra. Để đảm bảo an toàn trong đại dịch COVID-19, người tham dự được yêu cầu phải đeo khẩu trang và tiêm vắc xin đầy đủ cùng một số biện pháp để tăng cường đảm bảo an ninh. LeftField Media cũng quay lại để tổ chức hội chợ. Crunchyroll Expo năm 2023 sẽ không diễn ra để họ ưu tiên các sự kiện khác trên toàn thế giới.

### Sự kiện
| Thời gian                       | Địa điểm                                                     | Số người tham gia                        | Khách mời |
| ------------------------------- | ------------------------------------------------------------ | ---------------------------------------- | --- |
| 25–27 tháng 8 năm 2017          | Trung tâm hội nghị Santa Clara tại Santa Clara, California   | 16.000(ước tính), 35.000 lượt (ước tính) | Yoshitaka Amano, Ray Chase, SungWon Cho, Caitlin Glass, Roland Kelts, Mega64, Max Mittelman, Octopimp, Chris Parson, Monica Rial, Adam Savage, Hiroshi Shimizu. |
| 1–3 tháng 9 năm 2018            | Trung tâm hội nghị McEnery San Jose tại San Jose, California | 45.000 lượt (ước tính)                   | Yoshitoshi ABe, Justin Briner, Mica Burton, Clifford Chapin, Luci Christian, Colleen Clinkenbeard, Yuichi Fukushima, Kun Gao, Ryo Horikawa, Atsuko Ishizuka, MeltingMirror, Atsushi Nishigori, Sean Schemmel, Stephanie Sheh, Mike Sinterniklaas, Masayoshi Tanaka, TeddyLoid, Mike Toole, Andrew Upton. |
| 30 tháng 8 – 1 tháng 9 năm 2019 | Trung tâm hội nghị McEnery San Jose tại San Jose, California |                                          | Yuu Asakawa, Kira Buckland, Flow, DJ HeavyGrinder, Ryo Horikawa, Xanthe Huynh, Junji Ito, Sunao Katabuchi, Mike McFarland, Toshio Nakatani, None Like Joshua, Brina Palencia, Tara Sands, Eric Stuart, Yuzuru Tachikawa, TeddyLoid, Kimura U. |
| 4–6 tháng 9 năm 2020            | Hội chợ trực tuyến                                           |                                          | |
| 5–7 tháng 8 năm 2021            | Hội chợ trực tuyến                                           |                                          | |
| 5–7 tháng 8 năm 2022            | Trung tâm hội nghị McEnery San Jose tại San Jose, California |                                          | Takanashi Kiara, Ninomae Ina'nis, Watson Amelia, Gawr Gura, Hakos Baelz, Kureiji Ollie, Kitō Akari, Atarashii Gakko!, Baku Kinoshita, Burnout Syndromes, Kobayashi Chiaki, Akasaki Chinatsu, Hiromitsu Iijima, Kazuki Ura, Kentaro Tone, Kevin Penkin, Kosuke Arai, MADKID, Makoto Kimura, Manabu Otsuka, Masahiko Minami, Miki Yoshikawa, Okitsugu Kado, Risa Taneda, Shihori, Shimba Tsuchiya, Chiba Shōya, SiM, Tasuku Kaito, Ono Yūki, Kubo Yurika, Yuuichirou Umehara, Adam McArthur, Amador Molina, Anne Yatco, Brandon C. Schindewolf, Cheyenne Ewulu, Cris George, Maridah, Papa Bear (Christopher English), Jacki Jing, James Landino, Kaiji Tang, King Vader, Kwok-Wai Hanson, Kyle Herbert, Lauren Moore, Linda Le, Mario Bueno, Megan Shipman, Natalie Van Sistine, Reagan Kathryn, Rei Miyasaka, Ricco Fajardo, Rosalie Chiang, Sevenn, SuncakeMooncake, Young Bombs, Zeno Robinson, Chris Lam, Destiny Sempai, Eric Maruscak, Jacob Chapman, Jade Dennis, Kambole Campbell, Kate Sánchez, Krystal Shanelle, Michael Weidner, Michelle Maka, Nerds Know, OTAKUpassport, Shawn Gann, Tim Lyu, Tony Weaver, Jr., Aru.rinh (Zekia). |
| Năm 2023                        | Không diễn ra                                                | Không có                                 | Không có |

## Virtual Crunchyroll Expo
Vì diễn biến phức tạp của đại dịch COVID-19, hội chợ Crunchyroll Expo 2020 bị hủy, thay vào đó là một sự kiện trực tuyến với tên gọi "Virtual Crunchyroll Expo" được tổ chức từ ngày 4-6 tháng 9 năm 2020. Sự kiện có sự góp mặt của nhiều khách mời đến từ Nhật Bản như Junji Ito, Soma Saito, Takahashi Rie, Tanaka Mayumi và Miro, một đô vật chuyên nghiệp. Nó cũng gồm một số hoạt động như gian hàng của các họa sĩ, gian hàng bán vật phẩm và cosplay. Virtual Crunchyroll Expo 2021 diễn ra từ ngày 5–7 tháng 8 năm 2021 và cũng có một danh sách khách mời đáng kể đến từ Nhật.

## Crunchyroll Expo ở Úc
Crunchyroll Expo Australia (viết tắt là CRXAUS; trước đây là lễ hội phim Anime Madman) là một hội chợ anime kéo dài trong hai ngày được tổ chức vào tháng 9 tại Trung tâm Triển lãm và Hội nghị Melbourne nằm tại thủ phủ Melbourne của Úc, do chi nhánh đại diện của Crunchyroll ở Úc là Madman Anime tổ chức. Nó đã thay thế lễ hội phim Anime Madman với hội chợ đầu tiên được diễn ra từ ngày 17-18 tháng 9 năm 2022.
Vào ngày đầu tiên của hội chợ, những người tham dự đã phải xếp hàng hàng dài trong suốt 5 tiếng do số người tham dự vượt quá sức chứa của địa điểm tổ chức, tình trạng tồi tệ hơn vào buổi trưa khi có một cơn bão tràn qua Melbourne. Crunchyroll sau đó thông báo hoàn tiền vé cho những ai không thể vào tham dự được hội chợ, hoàn tiền toàn bộ cho những ai chưa được tham dự cả hai ngày và một nửa cho những ai chưa tham dự được một ngày.

### Sự kiện
| Thời gian              | Địa điểm                                                                | Số người tham gia | Khách mời |
| ---------------------- | ----------------------------------------------------------------------- | ----------------- | --- |
| 17-18 tháng 9 năm 2022 | Trung tâm Triển lãm và Hội nghị Melbourne, tại thành phố Melbourne, Úc. |                   | Adam McArthur, André Knite, Anne Yatco, Asca, DJ Kazu, Kaiji Tang, Kirilee, Ricco Fajardo, Vye, Olivia Swasey, Lisa Ortiz, Hakos Baelz, Mori Calliope, Emirichu, Daidus |